# Tommaso II di Saluzzo
(Silvio Pellico, La Presa di Saluzzo)
Tommaso II di Saluzzo (1304 – Saluzzo, 18 agosto 1357) fu marchese di Saluzzo.

## Biografia
Figlio di Federico I, la sua successione fu aspramente contrastata dallo zio, Manfredo V, che era stato nominato marchese dal padre Manfredo IV e che era stato sconfitto nella successiva lotta per il trono dal fratello Federico.
Federico, però, governò pochissimo e la questione dinastica si riaprì.
Manfredo si circondò di un notevole esercito, finanziato dai guelfi di Roberto I di Napoli, e marciò su Saluzzo nel 1341. Tommaso e i ghibellini che lo sostenevano non riuscirono a difendere la città, che cadde il 13 aprile. Il giorno successivo Manfredo V ordinò il sacco, mettendo a ferro e fuoco Saluzzo e devastando anche il castello. Tali avvenimenti bellici furono narrati da Silvio Pellico, nell'ode La presa di Saluzzo. Così egli ricorda l'incendio della città:
Che affrettò la caduta. In varii alberghi 
Scoppian incendi orribili ed il volgo 
De’ cittadini si sgomenta, accoglie 
Di calunnia le voci. Un grido s’alza 
Esser Tommaso degl’incendi autore, 
Affinché al buon Manfredo omai vincente 
Nulla Saluzzo fuorché cener resti.»
Tommaso si consegnò nelle mani del siniscalco angioino Beltrando del Balzo (De Baux) pur di non trattare con lo zio: il marchese venne dunque incarcerato e affidato alla custodia di Perino Falletti, ma venne liberato dopo un anno in seguito al pagamento di un pesante riscatto con i soldi presi a prestito, attraverso gli uffici della badessa di Rifredi, dal banchiere Oddino Granetto di Carmagnola. Il suo stesso custode (nonché vassallo) Perino Falletti diede larga parte dei soldi necessari al riscatto, la quale cifra ammontava a 80.000 fiorini, divenendo, assieme alla sua famiglia, garanti del marchese di fronte al re angioino: essi poterono così ottenere Sanfront e una parte di Lagnasco e Antonio Falletti poté avere la mano della figlia del marchese, Beatrice.
Infatti, in seguito alla sconfitta di Gamenario dell'esercito angioino, il potere di Roberto I iniziò rapidamente a dissolversi. Privo dei suoi sostenitori e minacciato dai Visconti, Manfredo V decise di riconsegnare il trono al nipote, che per prima cosa decise di allearsi con i Monferrato al fine di minare sempre di più la potenza angioina.
Nel tentativo di recuperare i suoi territori invasi durante la guerra civile, Tommaso II si alleò e si trovò contro in fasi alterne i Savoia e gli Acaia, lasciando in eredità al figlio Federico II un marchesato dal futuro incerto. Tra queste alleanze va ricordata quella con Aimone di Savoia ed Azzone Visconti, che gli valse la partecipazione di un gruppo di suoi militari alla battaglia di Parabiago (21 febbraio 1339).

## Matrimonio e discendenza
Si sposò nel 1329 con Ricciarda Visconti (1304-61), figlia di Galeazzo I Visconti. Essi ebbero:
- Federico II di Saluzzo (1332-1396);
- Azzone, (1336-1426);
- Galeazzo (1333- morto da piccolo);
- Eustachio, signore di Monterosso-Grana, Oncino, Paesana, Crissolo, Castellar e Sanfront, morto nel 1405;
- Constanzo;
- Giacomo;
- Luchina;
- Beatrice, che sposò Antonio Faletto,[1][2] signore di Villafaletto a seguito dei servigi che la famiglia corrispose alla casata;
- Ana (sorella);
- Pentesilea, che sposò Enrico de Quart
- (figlio illegittimo) Luchino, lavorò al servizio dei Savoia.

## Ascendenza
|                              |                              |                               | Genitori               |  |  | Nonni |  |  | Bisnonni             |  |  | Trisnonni               |  |
|                              |                              |                               |                        |  |  |       |  |  | Tommaso I di Saluzzo |  |  | Manfredo III di Saluzzo |  |
|                              |                              |                               |                        |  |  |       |  |  | Tommaso I di Saluzzo |  |  | Manfredo III di Saluzzo |  |
|                              |                              | Beatrice di Savoia            |                        |  |  |       |  |  | Tommaso I di Saluzzo |  |  |                         |  |
| Manfredo IV di Saluzzo       |                              |                               |                        |  |  |       |  |  | Tommaso I di Saluzzo |  |  |                         |  |
|                              |                              | Luisa di Ceva                 | Giorgio di Ceva        |  |  |       |  |  |                      |  |  |                         |  |
|                              |                              | Luisa di Ceva                 | Giorgio di Ceva        |  |  |       |  |  |                      |  |  |                         |  |
|                              |                              | Luisa di Ceva                 | …                      |  |  |       |  |  |                      |  |  |                         |  |
| Federico I di Saluzzo        |                              | Luisa di Ceva                 |                        |  |  |       |  |  |                      |  |  |                         |  |
|                              |                              | Manfredi di Sicilia           | Federico II di Svevia  |  |  |       |  |  |                      |  |  |                         |  |
|                              |                              | Manfredi di Sicilia           | Federico II di Svevia  |  |  |       |  |  |                      |  |  |                         |  |
|                              |                              | Manfredi di Sicilia           | Bianca Lancia          |  |  |       |  |  |                      |  |  |                         |  |
| Beatrice di Sicilia          |                              | Manfredi di Sicilia           |                        |  |  |       |  |  |                      |  |  |                         |  |
|                              |                              | Elena Ducas                   | Michele II d'Epiro     |  |  |       |  |  |                      |  |  |                         |  |
|                              |                              | Elena Ducas                   | Michele II d'Epiro     |  |  |       |  |  |                      |  |  |                         |  |
|                              |                              | Elena Ducas                   | Teodora di Arta        |  |  |       |  |  |                      |  |  |                         |  |
| Tommaso II di Saluzzo        |                              | Elena Ducas                   |                        |  |  |       |  |  |                      |  |  |                         |  |
|                              | Alberto IV de la Tour du Pin | Alberto III de la Tour du Pin |                        |  |  |       |  |  |                      |  |  |                         |  |
|                              | Alberto IV de la Tour du Pin | Alberto III de la Tour du Pin |                        |  |  |       |  |  |                      |  |  |                         |  |
|                              | Alberto IV de la Tour du Pin | Maria d'Alvernia              |                        |  |  |       |  |  |                      |  |  |                         |  |
| Umberto I del Viennois       | Alberto IV de la Tour du Pin |                               |                        |  |  |       |  |  |                      |  |  |                         |  |
|                              |                              | Beatrice di Coligny           | Ugo I di Coligny       |  |  |       |  |  |                      |  |  |                         |  |
|                              |                              | Beatrice di Coligny           | Ugo I di Coligny       |  |  |       |  |  |                      |  |  |                         |  |
|                              |                              | Beatrice di Coligny           | Beatrice d'Albon       |  |  |       |  |  |                      |  |  |                         |  |
| Margherita de La Tour du Pin |                              | Beatrice di Coligny           |                        |  |  |       |  |  |                      |  |  |                         |  |
|                              |                              | Ghigo VII del Viennois        | Ghigo VI del Viennois  |  |  |       |  |  |                      |  |  |                         |  |
|                              |                              | Ghigo VII del Viennois        | Ghigo VI del Viennois  |  |  |       |  |  |                      |  |  |                         |  |
|                              |                              | Ghigo VII del Viennois        | Beatrice di Monferrato |  |  |       |  |  |                      |  |  |                         |  |
| Anna di Borgogna             |                              | Ghigo VII del Viennois        |                        |  |  |       |  |  |                      |  |  |                         |  |
|                              |                              | Beatrice di Savoia            | Pietro II di Savoia    |  |  |       |  |  |                      |  |  |                         |  |
|                              |                              | Beatrice di Savoia            | Pietro II di Savoia    |  |  |       |  |  |                      |  |  |                         |  |
|                              |                              | Beatrice di Savoia            | Agnese di Faucigny     |  |  |       |  |  |                      |  |  |                         |  |
|                              |                              | Beatrice di Savoia            |                        |  |  |       |  |  |                      |  |  |                         |  |